# Edenstetten
Edenstetten ist ein Pfarrdorf und Gemeindeteil der Gemeinde Bernried im Landkreis Deggendorf, Regierungsbezirk Niederbayern.

## Geographie
Edenstetten liegt im Süden der Gemeinde.

## Kirchen
St. Nikolaus

## Vereine
- FC Edenstetten v.1965 e. V.[2]